# Cantone di Bolívar (Carchi)
Il cantone di Bolívar è un cantone dell'Ecuador che si trova nella provincia del Carchi.
Il capoluogo del cantone è Bolívar.